# Brownlowia velutina
Brownlowia velutina Kosterm. è una pianta della famiglia delle Malvacee, endemica della Penisola malese.

## Conservazione
La Lista rossa IUCN classifica Brownlowia velutina come specie in pericolo di estinzione (Endangered).